# Site Oxbow
Le site Oxbow, officiellement le lieu historique national du Canada Oxbow, est un lieu historique national situé à Metepenagiag, au Nouveau-Brunswick (Canada). Il est situé au bord d'un ancien méandre de la Petite rivière Miramichi Nord-Ouest, dans le parc Héritage, où un musée met en valeur la culture et l'histoire des Micmacs de Metepenagiag. Il est associé au tumulus Augustine, situé sur la rive opposée de la rivière, à 700 mètres à l'est.
Le site Oxbow est un site archéologique ayant permis de retracer l'occupation des lieux par les Micmacs depuis le Ier millénaire av. J.-C.. Le site ainsi que les artéfacts découverts sont d'une qualité exceptionnelle dans les Maritimes. Le site Oxbow devient un lieu historique national en 1982.